# Ultieme spitsmuis
De ultieme spitsmuis (Crocidura ultima)  is een zoogdier uit de familie van de spitsmuizen (Soricidae). De wetenschappelijke naam van de soort werd voor het eerst geldig gepubliceerd door Dollman in 1915.

## Voorkomen
De soort komt voor in Kenia.